# Bisu T5

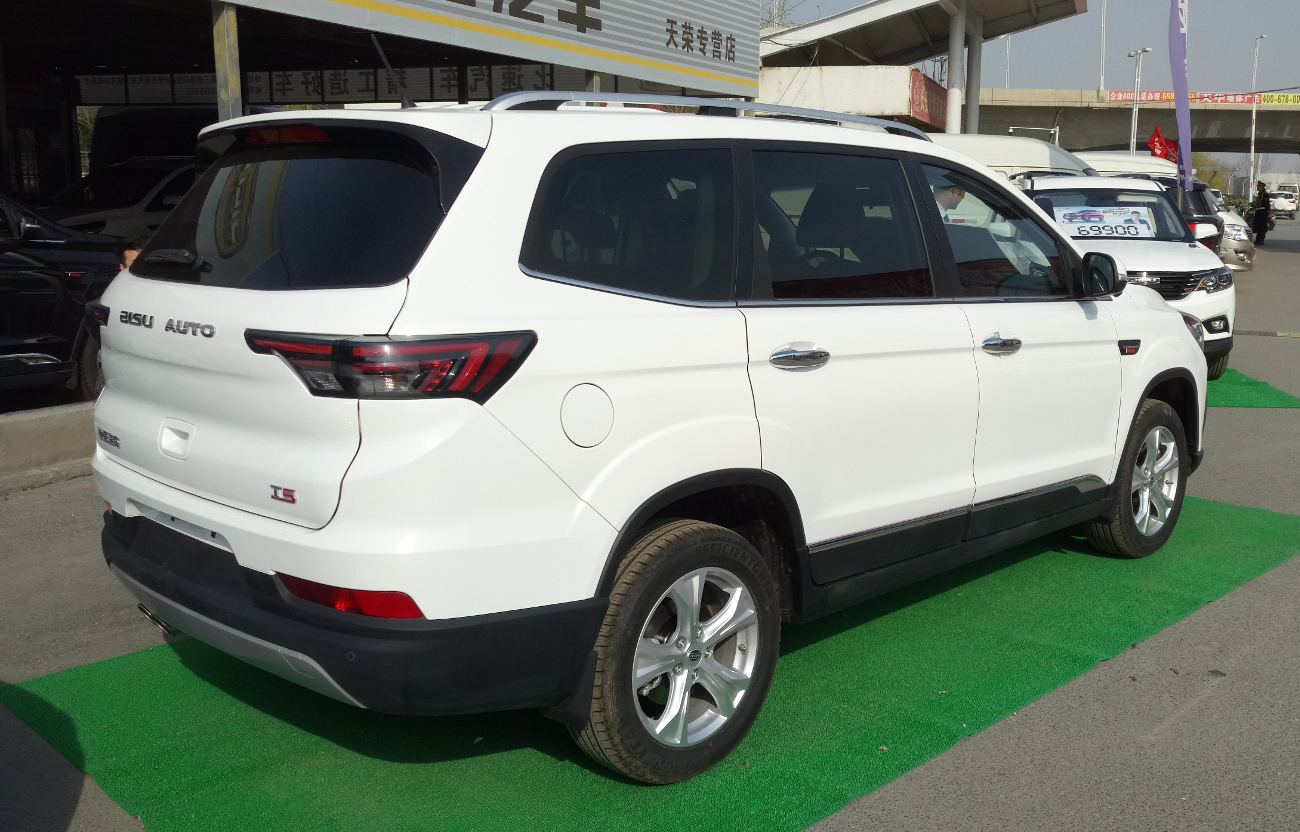
Heckansicht

Der Bisu T5 ist ein Pkw der chinesischen Marke Bisu.

## Beschreibung
Das Fahrzeug ist ein SUV. Es bietet wahlweise Platz für fünf oder sieben Personen.
Der Radstand beträgt 2760 mm. Das Fahrzeug ist 4715 mm lang, 1830 mm breit und 1780 mm hoch. Das Leergewicht ist mit 1660 kg angegeben. Für das Modelljahr 2017 sind davon abweichend 1570 kg angegeben.
Der Vierzylinder-Ottomotor hat Vierventiltechnik. Er leistet mit Hilfe eines Turboladers 110 kW aus 1498 cm³ Hubraum.
Die Motorleistung wird über eine Achtstufenautomatik auf die Vorderräder übertragen. Davon abweichend ist für das Modelljahr 2017 ein manuelles Sechsganggetriebe überliefert.

## Zulassungszahlen
Die ersten Zulassungen in China waren im März 2017. In dem Jahr wurden dort 24.946 Fahrzeuge dieses Typs zugelassen. Im Folgejahr waren es 22.189. Für 2019 sind nur noch 3622 Fahrzeuge überliefert. 2020 wurden bis Oktober noch 97 Modelle verkauft. Für 2021 sind keine Verkäufe von Bisu mehr überliefert.